# Alfonsina Orsini
Alfonsina Orsini (* 1472 in Neapel; † 7. Februar 1520 in Florenz) war die Tochter von Roberto Orsini, des Grafen von Tagliacozzo (* vor 1445; † 29. Juni 1476 in Siena) und dessen Ehefrau Caterina Sanseverino. Sie war von 1487 bis 1503 die Ehefrau von Piero di Lorenzo de’ Medici (1472–1503). Außerdem war sie die Mutter von Lorenzo di Piero de’ Medici (1492–1519) und von Clarice Strozzi (1493–1528).

## Leben

### 1472 bis 1492
Alfonsina Orsini stammte väterlicherseits von den Herren von Bracciano, einer im Kirchenstaat und im Königreich Neapel begüterten Linie der römischen Familie Orsini, ab. Ihre mütterlichen Verwandten, das Haus Sanseverino, gehörte seit dem 11. Jahrhundert zu den bedeutendsten Familien des Königreiches Neapel. Nach dem Tod ihres Vaters lebte Alfonsina mit ihrer Mutter abwechselnd am Hof des Königs von Neapel oder auf den Burgen ihrer zahlreichen Verwandten.
1485 erhoben sich neapolitanische Barone mit Unterstützung des Papstes Innozenz VIII. (1432–1492), der auch Lehnsherr des Königreiches Neapel war, gegen die Herrschaft von König Ferrante (1423–1494), den der Stadtherr von Florenz, Lorenzo il Magnifico (1449–1492), und der mailändische Regent, Ludovico il Moro (1451–1508), unterstützten. Lorenzo unterzeichnete deswegen am 2. November 1485 in Florenz einen Soldvertrag mit Virginio, Vicino, Giulio und Gian Paolo Orsini, die an der Seite des Königs von Neapel den Aufstand der Barone niederschlugen. Der Baronkrieg endete mit dem im August 1486 geschlossenen Frieden zwischen dem Papst und dem König von Neapel, der den Aufständischen die geforderte Amnestie gewährte.
Virginio Orsini, der Herr von Bracciano, beabsichtigte nach dem Ende des Baronkrieges die günstigen Beziehungen seiner Familie zum Haus Medici durch familiäre Bindungen zu festigen. Er schlug deswegen Lorenzo vor, seine Cousine Alfonsina mit dessen ältesten Sohn Piero zu vermählen. Da Alfonsina nicht als gute Partie galt, rechnete Virginio vor allem mit der Unterstützung von Lorenzos Ehefrau Clarice Orsini (1453–1488), deren Mutter Maddalena eine Schwester von Alfonsinas Vater Roberto und somit ebenfalls eine Cousine der Alfonsina war.
Lorenzo il Magnifico entsandte daraufhin im November 1486 seinen Schwager Bernardo Rucellai (1449–1514) nach Neapel, mit dem Auftrag, Alfonsina diskret zu beobachten. Die junge Orsini begeisterte Bernardo Rucellai nicht, sie schien ihm zu zurückhaltend und zu ungebildet. Stattdessen lobte er ihre körperlichen Vorzüge, er bewunderte ihre schönen Hände und Arme und schloss daraus, dass die Vierzehnjährige ebenso schöne Beine haben muss. Lorenzo il Magnifico stimmte dann aufgrund der Informationen Rucellais und der nicht unbeträchtlichen Mitgift von 12.000 Dukaten einer Eheverbindung seines Sohnes mit Alfonsina zu.
Am 25. Februar 1487 wurde in Neapel im Beisein des Königs Ferrante der Ehevertrag in Abwesenheit der Braut, die von Virginio Orsini vertreten wurde, und des Bräutigams, dessen Bevollmächtigter Bernardo Rucellai war, unterzeichnet und danach in großer Pracht gefeiert. Ebenfalls am 25. Februar 1487, allerdings in Rom, wurde die Ehe zwischen Pieros Schwester Maddalena (1473–1519) und dem Sohn des Papstes, Francesco Cibo (um 1450–1519), geschlossen. Beide Eheverbindungen waren ein außenpolitischer Erfolg der Medici, sie fanden neben der Zustimmung des neapolitanischen Königs auch die Anerkennung des Mailänder Hofes. Allerdings beunruhigte diese Eheverbindungen die Florentiner Oligarchie, so dass Lorenzo il Magnifico es vorzog, seine verbliebenen Töchter Luisa (1476/77 – 1488) und Contessina (1478–1515) an Giovanni de’ Medici (1467–1498) und an Piero Ridolfi zu versprechen.
Lorenzo il Magnifico wusste stets, dass die Herrschaft der Medici in Florenz weder durch Tradition noch durch Gesetze dauerhaft gesichert war. Er bezweckte deshalb mit den Eheschließungen Pieros und Maddalenas und der geplanten kirchlichen Karriere Giovannis, den Medici ein zweites Standbein in Rom zu schaffen, mit dem Ziel, die zukünftige Herrschaft seines ältesten Sohnes Piero in Florenz abzusichern und dies sollte, wenn nötig, auch mit Hilfe der Orsini geschehen. Der Condottiere Virginio Orsini erhoffte sich aus der Verbindung mit der reichsten Familie Italiens lukrative Verträge, Empfehlungen sowie finanzielle Gefälligkeiten für sich und seine Familie.
Alfonsina lernte ihren Ehemann erst im Mai 1488 kennen, nachdem dieser Virginio Orsini in dessen Burg bei Bracciano besucht hatte, und danach Alfonsina auf ihre gemeinsame Reise nach Florenz begleitete. Beider Ankunft in Florenz war jedoch überschattet vom Tod Luisas, Pieros zwölfjähriger Schwester, so dass die Hochzeitsfeier verschoben, aber wenige Wochen später ausgerichtet wurde.
Piero war ein stolzer und unbekümmerter junger Mann, der hochmütig auftrat und mehr Zeit mit Spielen und Vergnügungen verbrachte, als sich mit den Staatsgeschäften zu befassen. Er stand unter dem Einfluss seiner Mutter Clarice Orsini, die in Piero den zukünftigen erblichen Fürsten von Florenz sah und ihn entsprechend erzog. Dagegen bezeichnete Lorenzo il Magnifico seinen ältesten Sohn, den man schon als Kind „den Unglücklichen“ nannte, als den Narren unter seinen Söhnen.
Die kaufmännischen Florentiner lehnten die junge Orsini aufgrund ihrer adligen und vor allem römischen Herkunft ab. Römische Adlige galten in Florenz als bigotte, ungebildete Aufschneider und diese Vorurteile drängten Alfonsina schnell in die Isolation. Die Sechzehnjährige hielt Distanz zu ihrer Umgebung und wurde deswegen als unfreundlich empfunden. Alfonsina erkannte nicht, dass die Machtausübung der Medici in Abhängigkeit vom Wohlwollen der Florentiner Bevölkerung stand und sie war auch nicht bereit, sich den Gegebenheiten in Florenz anzupassen. Es gelang ihr aber die Sympathie ihres Mannes Piero zu gewinnen, der seit dem Tod seiner Mutter Clarice († 30. Juli 1488) ihren Rat zunehmend suchte.

### 1492 bis 1503
Der am 8. April 1492 verstorbene Lorenzo il Magnifico hinterließ seinem ältesten Sohn ein schwieriges politisches Erbe. Die Banco Medici ging dem Ruin entgegen, der Dominikaner Girolamo Savonarola (1452–1498) begeisterte mit seinen Predigen immer mehr Menschen in Florenz und die republikanisch gesinnte Bevölkerung begann die Herrschaft der Medici abzulehnen. Alfonsina, die am 9. September 1492 ihren Sohn Lorenzo und im darauf folgenden Jahr ihre Tochter Clarice gebar, beriet ihren Mann häufig beim Regieren, so dass dessen ungeschickte Politik ihr bald angelastet wurde.
Im Jahre 1494 führte der Mailänder Thronkonflikt zwischen dem rechtmäßigen Herzog Gian Galeazzo Sforza (1469–1494), der von seinem Schwiegervater König Alfons II. von Neapel unterstützt wurde, und dem bisherigen Regenten Ludovico il Moro, der mit der Hilfe Maximilians I. (1459–1519) rechnete, zum Zusammenbruch des seit dem Frieden von Lodi (1454) bestehenden politischen Gleichgewichts in Italien. Alfonsina beeinflusste ihren Mann im Sinne der Orsini, die am Bündnis mit Neapel festhielten und sich somit gegen Mailand stellten. Die Isolation Mailands innerhalb der italienischen Staaten führten dann zum verhängnisvollen Schritt Ludovicos, der ein Bündnis mit dem französischen König Karl VIII. (1470–1498) einging, dessen Armee zur Eroberung Neapels anforderte und somit die Italienischen Kriege (1494 bis 1559) einleitete.
Piero der Unglückliche versuchte die französische Armee von Florenz fernzuhalten, indem er Karl VIII. wichtige Festungen in der Toskana und die Häfen in Pisa und Livorno übergab. Dies löste dann die Ereignisse aus, die am 8. November 1494 mit der Vertreibung der Medici endeten. Alfonsina flüchtete mit ihrem Mann, ihren Kindern und den Brüdern ihres Mannes von Florenz nach Venedig, wenig später folgte die Übersiedlung nach Rom. Die Medici-Anhänger unternahmen zwischen 1495 und 1499 mehrere erfolglose Versuche, die Macht in Florenz wieder zu erringen. Allerdings führte das militärische Versagen Pieros zum Zerwürfnis zwischen ihm und seinen Brüdern, die für einige Jahre Italien verließen. Piero resignierte dann, er verfiel dem Alkohol, lebte sexuell ausschweifend und verlor deswegen seine Gefolgschaft.
Alfonsina, die nun um die gesellschaftliche Stellung ihrer Kinder bangte, gelang es mit viel Mühe, ihren Mann zu überzeugen, sich dem Heer des französischen Königs Ludwig XII. (1462–1515) anzuschließen, um mit dessen Hilfe die Macht in Florenz zurückzuerobern. Die spanischen Armee des neapolitanischen Vizekönigs Gonzalo de Córdoba (1453–1515) vernichtete jedoch am 28. Dezember 1503 das französische Heer bei Gaeta und Piero der Unglückliche ertrank auf dem Rückzug in den Fluten des Gariglianos.

### 1504 bis 1520
Die verwitwete Alfonsina lebte danach mit ihren Kindern in Rom und später im Herzogtum Urbino, wo sie auf Kosten und unter dem Schutz Guidobaldos da Montefeltro (1472–1508) sowie dessen Nachfolgers Francesco Maria I. della Rovere (1490–1538) lebte. Dort erwies sie sich als entschlossene Kämpferin für die Restauration der Medici-Herrschaft. Sie versöhnte sich einerseits mit Giovanni (1475–1521), Giuliano (1479–1516) und Giulio de’ Medici (1478–1534), andererseits gelang es ihr im Jahr 1508, ihre Tochter Clarice mit Filippo Strozzi den Jüngeren, der ebenfalls aus einer einflussreichen und bedeutenden Florentiner Familie stammte, zu verheiraten.
Am 1. September 1512 kehrten Giovanni und Giuliano de’ Medici sowie Alfonsina und deren Sohn Lorenzo nach Florenz zurück. Giovanni leitete die ersten Schritte der Machtübernahme ein, überließ dann jedoch seinem Bruder Giuliano die Herrschaft, da er nach Rom zurückkehren musste, wo er am 11. März 1513 zum Papst gewählt wurde. Leo X. (Giovanni de’ Medici) ernannte wenige Tage später seinen Cousin Giulio zum Erzbischof von Florenz und im Jahre 1515 entsandte er seinen Bruder Giuliano nach Frankreich. Die Herrschaft in Florenz wurde daraufhin auf Lorenzo di Piero übertragen.
Lorenzo di Piero war wie sein Vater Piero ein ausgezeichneter Reiter, er begeisterte sich für Malerei, Literatur und Musik, aber er konnte wie sein Vater keine raschen Entschlüsse fassen oder entschlossene Schritte wagen. In der Politik beherrschte ihn daher seine zielstrebige und energische Mutter, die seit November 1515 die Staatsgeschäfte in Florenz de facto leitete. Die ehrgeizige Alfonsina, die aufgrund ihres despotischen Regierungsstils auf Unverständnis der Florentiner stieß, verfolgte nun als nächstes Ziel, das Herzogtum Urbino für ihren Sohn zu gewinnen. Dies führte zu heftigen Auseinandersetzungen mit ihrem Schwager Giuliano, der weitreichende Konflikte befürchtete und der sich, im Gegensatz zu Alfonsina, dem Herzog von Urbino nicht undankbar für dessen geleistete Unterstützung zeigen wollte.
Doch nach dem frühen Tod Giulianos († 17. März 1516) überzeugte Alfonsina den Papst, gegen den Herzog von Urbino vorzugehen. Leo X. exkommunizierte Francesco della Rovere und am 30. Mai 1516 eroberten päpstliche Truppen Urbino. Lorenzo wurde am 18. August 1516 zum neuen Herzog von Urbino ernannt, der verjagte della Rovere verwickelte ihn aber in einen monatelangen Krieg, dessen Kosten die florentinische Bevölkerung trug. 1517 eroberte della Rovere sein verlorengegangenes Herzogtum mit Hilfe deutscher und spanischer Söldner zurück und Lorenzo, der in einer Schlacht verwundet wurde, begab sich wieder nach Florenz.
Alfonsina führte inzwischen erfolgreiche Verhandlungen mit den Diplomaten des französischen Königs. Sie erreichte, dass ihr Sohn am 13. Mai 1518 die Angehörige des französischen Hochadels Madeleine de la Tour d’Auvergne in Florenz zum Traualtar führte. Madeleine und Lorenzo wurden am 13. April 1519 die Eltern der späteren französischen Königin Katharina de’ Medici, sie starben jedoch wenige Tage nach der Geburt ihres einzigen gemeinsamen Kindes. Kardinal Giulio de’ Medici übernahm die Regierungsgeschäfte in Florenz und fungierte als Vormund Katharinas, die ihre frühe Kindheit im Haushalt von Clarice und Filippo Strozzi verbrachte. Alfonsina Orsini zog sich aus der Öffentlichkeit zurück und starb am 7. Februar 1520 in Florenz.

## Kinder
Aus der am 25. Februar 1487 in Neapel geschlossenen Ehe zwischen Alfonsina Orsini und Piero de’ Medici, genannt der Unglückliche, entstammten folgende Kinder:
- Lorenzo di Piero de’ Medici (* 12. September 1492 in Florenz; † 4. Mai 1519 in Florenz) heiratete am 13. Mai 1518 Madeleine de la Tour d’Auvergne (1495–1519) in Florenz und wurde am 13. April 1519 Vater der späteren Königin von Frankreich, Katharina de’ Medici (1519–1589). Möglicherweise war Lorenzo auch der Vater von Alessandro de’ Medici (1510–1537), dessen Herkunft umstritten ist.

- Clarice de’ Medici (* 1493 in Florenz; † 3. Mai 1528) war seit 1508 mit Filippo Strozzi den Jüngeren (1488/89 – 1538) verheiratet. Sie war die Mutter von zehn Kindern, darunter Piero Strozzi (1511–1558), Condottiere, später französischer Marschall, und politischer Gegner Cosimos I. (1519–1574).